# Championnats du monde de duathlon longue distance 2003
Navigation
Édition précédente Édition suivante
Les championnats du monde de duathlon longue distance 2003 présentent les résultats des championnats mondiaux de duathlon longue distance en 2003 organisés par la fédération internationale de triathlon.
Les championnats se sont déroulés à Zofingen du canton d'Argovie en Suisse., le 13 septembre 2003.

## Distances parcourues
| Distances course (kilomètres) | Distances course (kilomètres) | Distances course (kilomètres) |
| Course à pied                 | Cyclisme                      | Course à pied                 |
| ----------------------------- | ----------------------------- | ----------------------------- |
| 10                            | 150                           | 30                            |

## Résultats

### Élite
| Rang               | Athlète           | Pays     | Temps           |
| ------------------ | ----------------- | -------- | --------------- |
| Médaille d'or      | Stefan Riesen     | Suisse   | 6 h 28 min 45 s |
| Médaille d'argent  | Benny Vansteelant | Belgique | 6 h 30 min 54 s |
| Médaille de bronze | Huub Maas         | Pays-Bas | 6 h 32 min 24 s |

| Rang               | Athlète         | Pays        | Temps           |
| ------------------ | --------------- | ----------- | --------------- |
| Médaille d'or      | Fiona Docherty  | Australie   | 7 h 37 min 34 s |
| Médaille d'argent  | Erika Csomor    | Hongrie     | 7 h 38 min 24 s |
| Médaille de bronze | Bella Comerford | Royaume-Uni | 7 h 39 min 40 s |

## Tableau des médailles
| Rang  | Nation      | Or | Argent | Bronze | Total |
| ----- | ----------- | -- | ------ | ------ | ----- |
| 1     | Suisse      | 1  | 0      | 0      | 1     |
| 1     | Australie   | 1  | 0      | 0      | 1     |
| 3     | Belgique    | 0  | 1      | 0      | 1     |
| 3     | Hongrie     | 0  | 1      | 0      | 1     |
| 5     | Pays-Bas    | 0  | 0      | 1      | 1     |
| 5     | Royaume-Uni | 0  | 0      | 1      | 1     |
| Total | Total       | 2  | 2      | 2      | 6     |